# Південноукраїнська АЕС
47°48′45″ пн. ш. 31°13′02″ сх. д. / 47.81250° пн. ш. 31.21722° сх. д.
Південноукраї́нська АЕС (ПАЕС; до 2022 року — Южно-Українська АЕС, ЮУАЕС) — Атомна електростанція, розташована в степовій зоні на лівому березі річки Південний Буг, при Ташлицькому водосховищі, неподалік (на схід) від міста Південноукраїнська, що в Миколаївській області.

## Історія
Першими розробили план розташування АЕС та почали її будувати Василь Андрійович Цурік та його команда. Збудована у 1975—1982 роках. До 21 квітня 2022 року мала назву Южно-Українська АЕС.
Енергетичне підприємство раніше мало назву Відокремлений підрозділ «Южно-Українська АЕС», який входив до складу державного підприємства — Національної атомної енергогенеруючої компанії «Енергоатом» та який був частиною Південноукраїнського енергетичного комплексу. Наразі підприємство має назву ВП «Південноукраїнська атомна електрична станція» ДП "Національна атомна енергогенеруюча компанія «Енергоатом»" (ДП НАЕК «Енергоатом») .
Щорічне вироблення електроенергії на АЕС перевищує 17 млрд кіловат-годин, що становить понад 10 % загальнодержавного виробництва електроенергії і близько 25 % її виробництва атомними електростанціями України. Південноукраїнська АЕС обсягом виробленої енергії надає умови для життя і роботи регіону з населенням понад п'ять мільйонів осіб. Потужності АЕС достатньо, щоб задовольнити потреби в електроенергії населення, промисловості та сільського господарства Миколаївської, Одеської, Херсонської областей та Автономної Республіки Крим на 96 %.

### Російсько-українська війна
19 вересня 2022 року о 00:20 російські війська здійснили ракетний обстріл промислової зони Південноукраїнської атомної електростанції.
Як повідомили в ДП НАЕК «Енергоатом», російська ракета вибухнула за 300 метрів від ядерного реактору, де утворилася вирва діаметром 4 м та глибиною 2 м, унаслідок чого було пошкоджено будівлю АЕС, розбито понад 100 вікон, відключився один із гідроагрегатів Олександрівської ГЕС, яка входить до складу Південноукраїнського енергокомплексу, та три високовольтні лінії електропередачі.
За попередніми даними удар завдано балістичною ракетою комплексу ОТРК «Іскандер».
У квітні 2022 року, ДП НАЕК «Енергоатом», своїм наказом, затвердив зміну назви АЕС із «Южно-Українська атомна електростанція» на «Південноукраїнська атомна електростанція». Відповідно до Постанови Кабміну № 1061 від 27 вересня 2022 року уряд остаточно затвердив перейменування АЕС з «Южно-Української атомної електростанції» на «Південноукраїнську».
7 травня 2024 року було оголошено про початок на станції підготовчих робіт з будівництва 2-х нових блоків № 4 та № 5.
4 вересня 2024 року директор Центру досліджень енергетики Олександр Харченко повідомив, що один з енергоблоків на 600 МВт знизив видачу і вже найближчим часом стане на ремонт. В «Енергоатомі» заявили, що зауваження буде усунено після того, як фахівці НЕК «Укренерго» відновлять пошкоджені лінії та забезпечать можливість видачі електроенергії. У компанії також наголосили, що подія не пов'язана з ремонтною кампанією, а спровокована російськими обстрілами інфраструктури.

## Керівники АЕС
- Коваленко Віктор Григорович (01.03.1975 — 25.07.1976)
- Фукс Володимир Павлович (26.07.1976 — 01.03.1998)
- Корчагін Леонід Миколайович (02.03.1998 — 07.09.1999)
- Білик Борис Іванович (08.09.1999 — 04.01.2007)
- Кім Віссаріон Володимирович (05.01.2007 — 08.2012)
- Кузнецов В'ячеслав Іванович (08.2012 — 03.2014, т. в. о.)
- Лісниченко Володимир Анатолійович (19.03.2014 — 02.07.2021)
- Полович Ігор Михайлович (з 26.08.2021 — ???)
- Стоянов В'ячеслав Дем'янович (з 25.07.2024)[12].

## Диверсифікація постачальників ядерного палива
У березні 2010 року успішно завершено чотирирічні дослідні випробування американського ядерного палива в Україні.
| За результатами огляду, вимірювань, випробувань учасники інспекції в підсумковому акті констатували, що ця конструкція паливних зборок добре себе зарекомендувала протягом 4 років експлуатації і може використовуватися як основа під час конструювання палива для АЕС України, зокрема для реакторів типу ВВЕР-1000 | прес-центр Південноукраїнської АЕС (ПАЕС).
З 12 по 14 березня 2010 року на Південноукраїнській АЕС проходила інспекція шести дослідних касет виробництва фірми Westinghouse за участю представників компанії-виробника. Американські тепловидільні збірки (ТВЗ-W) в активній зоні реактора блоку № 3 Південноукраїнської АЕС працювали з серпня 2005 року. У січні 2010 року закінчився їхній останній паливний цикл. Відповідно до програми дослідно-промислової експлуатації вивчення стану дослідного ядерного палива виконувалося щорічно, після завершення кожної річної паливної кампанії.
Наприкінці червня 2012 року ДП НАЕК «Енергоатом» ухвалило рішення вивантажити паливо американської компанії Westinghouse з реакторів № 2 та № 3 Південноукраїнської АЕС через «пошкодження двох збірок ТВЗ-W». Українська компанія звернулася до Російської Федерації з проханням терміново привезти на Південноукраїнську АЕС російське паливо, виготовлене для Запорізької АЕС. Державна інспекція ядерного регулювання заборонила використання ТВЗ виробництва Westinghouse.
До того ж ДП НАЕК «Енергоатом» було змушене провести повне вивантаження палива Westinghouse на Південноукраїнській АЕС. Експертна комісія, яка обстежила пошкоджені збірки, встановила, що причиною їхньої деформації були конструктивні недоліки.
У 2013 році всі паливні касети Westinghouse були повністю вилучені з другого енергоблоку Південноукраїнської АЕС.
У 2015 році, коли було здійснено планове вимкнення реактора Південноукраїнської АЕС, виявилося, що дві тепловидільні збірки виробництва Westinghouse протікають, хоча компанія стверджувала, що це «вдосконалена модифікація», котра цілком прийнятна для реакторів ВВЕР-1000, які експлуатуються на електростанції.

## Заходи безпеки
Постійний контроль за станом безпеки АЕС держави здійснюють Державна інспекція ядерного регулювання України, Міністерство енергетики та вугільної промисловості України, ДП НАЕК «Енергоатом», Державна служба України з надзвичайних ситуацій, Український гідрометеорологічний центр. Щорічно та за нагальної потреби вони повідомляють Кабінет Міністрів України, Раду національної безпеки та оборони України, профільні комітети Верховної Ради України щодо стану основних споруд АЕС та водосховища.
Безпека Південноукраїнської АЕС забезпечується за рахунок послідовного впровадження концепції глибокоешелонованого захисту, заснованої на застосуванні системи фізичних бар'єрів на шляху розповсюдження радіоактивних речовин та іонізуючого випромінювання, а також системи технічних і організаційних заходів щодо захисту фізичних бар'єрів і збереження їх ефективності, з метою захисту персоналу, населення і довкілля.
Система фізичних бар'єрів енергоблоку Південноукраїнської АЕС охоплює паливну таблетку, оболонку твела, межу контуру теплоносія першого контуру, непроникну огорожу реакторної установки та біологічний захист.
У разі виявлення непрацездатності будь-якого передбаченого проєктом АЕС фізичного бар'єру чи засобів його захисту, відповідно до умов безпечної експлуатації, роботу енергоблоку АЕС на потужності заборонено.
Стратегія глибокоешелонованого захисту здійснюється на п'яти рівнях:
- рівень 1. Запобігання порушенням нормальної експлуатації;
- рівень 2. Забезпечення безпеки під час порушень нормальної експлуатації та запобігання аварійним ситуаціям;
- рівень 3. Запобігання та ліквідація аварій;
- рівень 4. Керування запроєктними аваріями;
- рівень 5. Аварійна готовність і реагування.

Політику керівництва Південноукраїнської АЕС щодо дотримання безпеки атомної станції викладено в однойменній заяві, яка визначає завдання в області безпеки.
Основним документом, що визначає безпечну експлуатацію реакторної установки та енергоблоку в цілому, є технологічний регламент безпечної експлуатації енергоблоку. Він визначає межі й умови безпечної експлуатації енергоблоку, містить вимоги та основні заходи безпечної експлуатації енергоблоку, а також загальний порядок виконання операцій, пов'язаних з безпекою АЕС.
7 квітня 2018 року, згідно з наказом Міненерговугілля України від 25.09.2017 року № 622, третій енергоблок Південноукраїнської АЕС було вимкнено від енергосистеми України для проведення середнього планово-попереджувального ремонту тривалістю 104 доби Заплановано провести середній ремонт реактора з повним вивантаженням активної зони, капітальний ремонт насосів, парогенераторів, теплообмінників, модернізація систем аварійного охолодження та аварійного електропостачання, а також інші роботи. Радіаційній фон на промисловому майданчику Південноукраїнської АЕС перебуває на рівні природних фонових значень, які були заміряні до пуску атомної станції та станом на 7 квітня він складав 0,1 мкЗв/год.
17 червня 2018 року, о 23:51 (за київським часом), Південноукраїнська АЕС вимкнула перший блок від енергосистеми країни для проведення середнього планового ремонту.
22 січня 2022 року, о 14:08 (за київським часом), третій енергоблок Південноукраїнської АЕС був планово відключений від енергомережі. Як повідомила пресслужба ДП НАЕК «Енергоатом», енергоблок відключили для усунення зауваження по КОС (клапан зворотний з сервоприводом турбоагрегату) в умовах підготовки до сталого проходження ізольованого режиму роботи української енергосистеми. Зазначається, що по завершенню ремонту блок буде повернено до роботи в мережі.

## Міжнародна співпраця
У рамках заходів щодо підвищення безпеки і надійності АЕС України, на Південноукраїнській АЕС здійснюється міжнародна співпраця за такими напрямками:
- співпраця з МАГАТЕ;
- співпраця з ВАО АЕС;
- участь у програмі співпраці ДП НАЕК «Енергоатом» і Корейської Електроенергетичної Компанії (КЕРСО);
- партнерська співпраця з АЕС Гронде;
- участь у програмі технічної співпраці ДП НАЕК «Енергоатом» та Інформаційного Центру Японії з Питань Електроенергії (JEPIC) у галузі ядерного енерговиробництва;
- впровадження проєктів експертної підтримки в рамках програми Королівства Швеції з надання технічної допомоги і підтримки щодо здійснення заходів, направлених на підвищення безпеки АЕС України;
- втілення проєктів міжнародної технічної допомоги за програмою INSC у рамках співпраці з Європейською Комісією;
- участь у програмі розповсюдження досвіду, одержаного на інших майданчиках АЕС України внаслідок впровадження проєктів МТП програми співпраці з Європейською комісією;
- втілення проєктів міжнародної технічної допомоги в рамках Виконавчої Угоди між Урядом Сполучених Штатів Америки і Урядом України;
- пряма співпраця між Південноукраїнською АЕС і Калінінською АЕС;
- участь у здійсненні Програми співпраці ДП НАЕК «Енергоатом» і ВАТ «Концерн Росенергоатом»;
- пряма співпраця між Південноукраїнською АЕС і АЕС Сен-Лоран-де-Зо в рамках протоколу, підписаного між ЕДФ і ДП НАЕК «Енергоатом».

Крім того, ведеться робота в рамках контрактів із закордонними постачальниками з Німеччини, Польщі, Франції і Чехії.
8 травня 2024 року, за повідомленням пресслужби НАЕК «Енергоатом», на Південноукраїнській АЕС розпочато підготовчі роботи з будівництва двох нових енергоблоків № 4 і № 5 за американською технологією АР1000 Westinghouse.

## Дані щодо енергоблоків
| Енергоблок | Тип реакторів | Потужність | Потужність | Початок будівництва | Приєднання до мережі             | Введення до експлуатації         | Закінчення проєктного терміну експлуатації                            |
| Енергоблок | Тип реакторів | чиста      | брутто     | Початок будівництва | Приєднання до мережі             | Введення до експлуатації         | Закінчення проєктного терміну експлуатації                            |
| ---------- | ------------- | ---------- | ---------- | ------------------- | -------------------------------- | -------------------------------- | --------------------------------------------------------------------- |
| № 1        | ВВЕР-1000/302 | 950 МВт    | 1000 МВт   | 01.03.1977          | 31.12.1982                       | 18.10.1983                       | 02.12.2013, 02.12.2023, термін експлуатації продовжений до 02.12.2033 |
| № 2        | ВВЕР-1000/338 | 950 МВт    | 1000 МВт   | 01.10.1979          | 06.01.1985                       | 06.04.1985                       | 12.05.2015, термін експлуатації продовжений до 31.12.2025             |
| № 3        | ВВЕР-1000/320 | 950 МВт    | 1000 МВт   | 01.02.1985          | 20.09.1989                       | 29.12.1989                       | 10.02.2020, термін експлуатації продовжений до 05.03.2027             |
| № 4        | ВВЕР-1000/320 | 950 МВт    | 1000 МВт   | 01.01.1987          | Будівництво зупинено в 1989 році | Будівництво зупинено в 1989 році | Будівництво зупинено в 1989 році                                      |